# Anse des Barges
Anse des Barges – zatoka (ang. cove, fr. anse) zatoki St. Georges Bay w kanadyjskiej prowincji Nowa Szkocja, w hrabstwie Antigonish; nazwa urzędowo zatwierdzona 8 marca 1976.